# Урчукин, Флегонт Михайлович
Флегонт Михайлович Урчукин (8 апреля 1870, Щедринская, Терская область — 26 марта 1930,  Петроварадин (ныне район г. Нови-Сад), Сербия, Югославия — казак, генерал-майор (1919).

## Биография
Родился 8 апреля 1870 года, казак.
Образование получил во Владикавказском реальном училище.
В службу вступил 31 августа 1889 года. Окончил Михайловское артиллерийское училище (1889). Произведен из портупей-юнкеров хорунжим со старшинством от 10.08.1890 г. Отправлен по распределению в 1-ю конно-артиллерийскую батарею Терского казачьего войска. Служил в 1, затем во 2 Терских казачьих батареях.
Участник русско-японской войны 1904—1905 годов. Есаул с 1 июня 1905 г.
Окончил Офицерскую артиллерийскую школу "успешно". 28 февраля 1909 г. произведен в войсковые старшины и назначен командиром 2-й Кубанской казачьей батареи. В 1910-1914 гг. командовал 2-м Кавказским казачьим конно-артиллерийским дивизионом. Произведен в полковники.
Участник Первой мировой войны 1914—1918 годов. В декабре 1914 г. временно командовал 1-м Волгским полком.  С 7 марта по апрель 1915 г. временно командовал 3-м Кизляро-Гребенским полком.  С 8 февраля 1916 г. по 01.06.1917 командир 1-го Запорожского полка Кубанского казачьего войска.
В годы Гражданской войны Урчукин — участник Белого движения на юге России в составе ВСЮР. Во время восстания терских казаков против большевиков с июля 1918 г. - начальник Кизлярской линии фронта. В Добровольческой армии командовал батареей. В сентябре—октябре 1919 - инспектор артиллерии 3-го Кубанского корпуса (А.Г. Шкуро). В октябре 1919 году произведен в генерал-майоры и назначен товарищем атамана Терского казачьего войска Г.А. Вдовенко.
Эвакуирован из Крыма 18 декабря 1920 года на корабле "Херсон".
В Югославии с 1923 года. Член правительства Терской республики в изгнании. Начальник разведуправления Терского казачьего войска по Кавказу. В Королевстве Сербов Хорватов и Словенцев (позже ставшем Югославией) при короле Александре заведовал кадастровой секцией в г. Убе. Позже переведен в Белград в Главную директорию Кадастра Югославии. Отравлен агентом ОГПУ 15/28.03.1930 году в Белграде. Похоронен в кладбище в Петроварадине.

## Награды
- Орден Св. Станислава 3-й ст. (1905)
- Орден Св. Анны 3-й ст. с мечами и бантом (1905)
- Орден Св. Анны 4-й ст. (1905)
- Орден Св. Станислава 2-й ст. с мечами (ВП 05.06.1915)
- Орден Св. Владимира 4-й ст. с мечами и бантом (ВП 25.07.1915)
- Орден Св. Владимира 3-й ст. с мечами (19.12.1915).

## Семья
- Трое детей: дочь Раиса (умерла 26 янв. 1967г.  в Нови-Саде, Югославия) , сын Николай (умер декабрь 1992г в Чикаго, США) , дочь Татьяна (погибла на Соловках в 1929 году вместе с малолетним сыном).